# Einkommensverteilung in Italien
Die Einkommensverteilung in Italien betrachtet die personelle Einkommensverteilung der in Italien lebenden Bevölkerung. Die personelle Einkommensverteilung beschreibt, wie das Einkommen einer Volkswirtschaft auf einzelne Personen oder Gruppen (z. B. Privathaushalte) verteilt ist. Bei der Deutung statistischer Daten ist die unterschiedliche Verwendung des Begriffs Einkommen zu beachten, weil dabei zwischen Bruttoeinkommen, Einkünften, zu versteuerndem Einkommen und Nettoeinkommen oder verfügbarem Einkommen unterschieden werden muss.
Für Italien lag der Gini-Index im Jahr 2017 bei 32,7 Punkten, das verfügbare Medianeinkommen bei EUR 16.542. Im Vergleich mit anderen Staaten der Europäischen Union befindet sich das Land damit im oberen Mittelfeld. Das heißt, im Vergleich zu anderen europäischen Ländern sind die Einkommen in Italien relativ ungleich verteilt. Das 80/20 Verhältnis betrug im Jahr 2017 auf 5,9, die obersten 20 % in der Einkommensverteilung hielten also in etwa das 6-fache verfügbare Einkommen im Vergleich zu den untersten 20 %. Dieser Wert unterscheidet sich für Männer und Frauen in Italien nur marginal. Im EU-28 Durchschnitt lag das 80/20 Verhältnis mit einem Wert von 5,1 knapp darunter. 2017 waren 20,3 % der italienischen Bevölkerung armutsgefährdet, während es im EU-27 Durchschnitt 16,9 % waren.
Die Einkommensungleichheit in Italien hat eine starke räumliche Dimension. Allgemein ist zu beobachten, je südlicher die Region in Italien gelegen ist, desto niedriger sind die Einkommen und umso höher fällt der Anteil der von Armut und sozialer Ausgrenzung bedrohten Bevölkerung aus. Für die in den großen Städten Italiens lebende Bevölkerung findet man auf Basis der Einkommen ein ähnliches Nord-Süd-Gefälle. Die Armutsgefährdung lag 2017 hingegen in allen großen Städten nur bei 10 %.

## Methoden zu Darstellung und Berechnung der Einkommensverteilung

### Unterscheidung zwischen Markteinkommen, Sekundäreinkommen, verfügbarem Einkommen und Äquivalenzeinkommen
Die Art und Aggregation des Einkommens nimmt eine entscheidende Rolle für die Interpretation und die Vergleichbarkeit der Indikatoren ein. Grundsätzlich werden zwei Einkommensarten unterschieden. Zum einen das Einkommen, das durch die unselbständige- und selbstständige Arbeit zustande kommt, welches als Markteinkommen oder Primäreinkommen bezeichnet wird. Zum anderen kennzeichnet das Einkommen nach Steuern und staatlichen Transfers das sogenannte Sekundäreinkommen. Das Markteinkommen setzt sich aus Einkommen aus Erwerbstätigkeit, Geschäftstätigkeit, Vermietung, Kapital vor Steuern und Abgaben zusammen. Das sekundäre Einkommen berücksichtigt Sozialabgaben, direkte Steuern sowie öffentliche (z. B. Sozialhilfe, Arbeitslosengeld) und private (z. B. Unterhalt) Transfers. Somit ist das Sekundäreinkommen das verfügbare Einkommen der privaten Haushalte, welches für den privaten Konsum und das private Ersparnis zur Verfügung steht. Der Vergleich zwischen dem Markteinkommen und Sekundäreinkommen gibt Aufschluss über den Umfang der verteilungspolitischen Maßnahmen im Land.
Das Äquivalenzeinkommen ist jenes Einkommen, das jedem Mitglied eines Haushalts, wenn es erwachsen wäre und alleine leben würde, den gleichen (äquivalenten) Lebensstandard ermöglichen würde, den es innerhalb der Haushaltsgemeinschaft hat. Dazu wird das Einkommen des gesamten Haushalts addiert und anschließend mithilfe einer Äquivalenzskala gewichtet. Die Gewichtung richtet sich nach Anzahl und Alter der Personen der Haushaltsgemeinschaft.

## Überblick über Einkommensindikatoren

Mittelwert und Median der Äquivalenzeinkommen in Italien 1996–2017;bereinigt mittels HVPI (2015 = 100)

### Mittelwert und Median
Der Mittelwert beschreibt hier den Durchschnitt der Einkommen. Ordnet man die Einkommen nach ihrer Höhe, so entspricht genau jenes Einkommen, welches in der Mitte dieser Verteilung liegt, dem mittleren Einkommen (Median). Grundsätzlich eignet sich der Median besser als der Mittelwert zur Analyse der Einkommensniveaus, da ersterer robuster gegenüber Ausreißern ist. Diese Ausreißer sind hohe Einkommen am oberen Ende der Einkommensverteilung.
Der Median des verfügbaren Äquivalenzeinkommen lag im Jahr 2008 bei EUR 15.640 und stieg bis 2015 auf EUR 15.846. Danach ist ein stärkerer Anstieg zu verzeichnen. Im Jahr 2017 lag es bei EUR 16.542. Einen ähnlichen Verlauf weist auch der Mittelwert des verfügbaren Äquivalenzeinkommens auf, mit nur leichter Steigerung im Zeitraum 2008 bis 2015 (von EUR 17.711 auf 17.890) und einer deutlicheren Steigerung bis 2017 auf EUR 18.714. Vergleicht man den Mittelwert und Median des Äquivalenzeinkommens, so zeichnet sich ein klar höherer Wert für den Mittelwert ab. Das höhere Niveau des Mittelwerts liegt an der für Einkommensdaten typischen Schiefe der Verteilung.
Von 1996 bis 2012 (mit Ausnahme von 2001–2003 wegen einer Datenlücke) sind die realen Äquivalenzeinkommen (Mittelwert und Median inflationsbereinigt mittels HVPI) deutlich höher als die nominellen Äquivalenzeinkommen. In den Jahren 2004–2010 sind deutliche Schwankungen in den realen Äquivalenzeinkommen zu erkennen. Ab 2010 bis 2012 sinkt das das reale Äquivalenzeinkommen.

### Einkommensdezile

Anteil des zehnten Dezils am nationalen Äquivalenzeinkommen in Italien 2007–2017

Sortiert man Personen aufsteigend nach Einkommen und teilt diese in 10 gleich große Gruppen ein, in jeweils 10 % der Gesamtbevölkerung, so erhält man die Einkommensdezile einer Volkswirtschaft. So wird sichtbar, welchen Anteil ein Dezil (z. B. das zehnte Dezil) am Gesamteinkommen hat. Für die Berechnung wird als Einkommen das verfügbare Äquivalenzeinkommen herangezogen. Im Jahr 2008 verdiente das zehnte Einkommensdezil in Italien 23,8 % des gesamt erwirtschafteten verfügbaren Äquivalenzeinkommens. Dieser Wert stieg bis zum Jahr 2013 auf 24,9 %, sank jedoch bis 2017 wieder auf 24,4 %. Im Jahr 2005 hielten die obersten zehn Prozent der Einkommensverteilung den höchsten Anteil am verfügbaren Einkommen, 25,2 %. Der Anteil der obersten zehn Prozent der Einkommensverteilung in Italien lag in den Jahren 2007 bis 2017 mit Ausnahme der Jahre 2008/09 über jenem der EU-27.

### S80/S20 Einkommensquintilsverhältnis
Ein anderer Indikator für die Einkommensverteilung ist das S80/S20 Einkommensquintilsverhältnis. Dieses gibt an, in welchem Verhältnis das Einkommen des obersten Quintils, also der obersten 20 % der Einkommensverteilung, zum Einkommen des untersten Quintils steht. Der Faktor betrug in Italien im Jahr 2007 5,4 und stieg bis 2017 auf 5,9. Die obersten 20 % hatten 2017 also in etwa das 6-fache verfügbare Einkommen im Vergleich zu den untersten 20 %. 2017 betrug der Wert des EU-27 Durchschnitt 5,1. In Italien hält das oberste Quintil demnach einen höheren Anteil am verfügbaren Einkommen als der EU-27 Durchschnitt.
| S80/S20 Einkommensquintilsverhältnis in Italien und EU-27 |      |      |      |      |      |      |      |      |      |      |      |
|                                                           | 2007 | 2008 | 2009 | 2010 | 2011 | 2012 | 2013 | 2014 | 2015 | 2016 | 2017 |
| EU-27                                                     | 5,0  | 5,0  | 4,9  | 4,9  | 5,0  | 5,0  | 5,0  | 5,2  | 5,2  | 5,2  | 5,1  |
| Italien                                                   | 5,4  | 5,2  | 5,3  | 5,4  | 5,7  | 5,6  | 5,8  | 5,8  | 5,8  | 6,3  | 5,9  |

### Gini-Koeffizient

OECD Gini-Koeffizient Italiens vor und nach Abzug der Steuern

EUROSTAT Gini-Index Italiens und seiner Nachbarländer (Österreich, Slowenien, Frankreich) und EU-27

Der Gini-Koeffizient liegt zwischen 0 und 1 und ist ein Maß für die Verteilung der Einkommen. Ein Gini-Koeffizient von 0 besagt, dass alle Individuen einer Volkswirtschaft exakt das gleiche Einkommen beziehen. Auf der anderen Seite stellt ein Gini-Koeffizient von 1 die größte Ungleichverteilung dar – eine Person hält das gesamte Einkommen. Der Gini-Koeffizient kann auch auf Basis einer Index-Skala abgebildet werden, dem Gini-Index, welcher zwischen 0 und 100 liegt. Wobei die Interpretation gleich dem Gini-Koeffizienten ist. Ein Wert von 0 bedeutet vollkommene Gleichheit und ein Wert von 100, vollkommene Ungleichheit der Einkommen.
Bei der Betrachtung des Gini-Koeffizienten ist zu beachten, dass die zur Berechnung zugrunde liegenden Daten nicht die Gesamtheit der Bevölkerung beinhalten. Individuen, die im informellen Sektor tätig sind, sowie Obdachlose fallen aus der Erhebung heraus. Des Weiteren macht der Gini-Koeffizient keine Angaben über die absolute Einkommenshöhe der jeweiligen Bevölkerung. Dies bedeutet, dass ein Land mit sehr niedrigen Einkommen zwar eine relativ gleiche Einkommensverteilung (geringer Gini) aufweisen, jedoch trotzdem eine arme Bevölkerung haben kann. In diesem Fall sind alle Personen in diesem Land verhältnismäßig gleich arm.
Ebenso ist beim Umgang mit dem Gini-Koeffizient zu beachten, welche Einkommenskategorie als Berechnungsgrundlage herangezogen wird. Dabei ist zwischen Markteinkommen, Sekundäreinkommen oder verfügbarem Einkommen zu unterscheiden. Der Vergleich zwischen dem Gini-Koeffizienten des Markteinkommens (vor Steuern und Transfers) und des verfügbaren Einkommens (nach Steuern und Transfers) gibt Aufschluss über die Verteilungsmaßnahmen eines Staates. Vergleicht man diese beiden Gini-Koeffizienten, so zeigt sich in Italien für die gesamte Zeitreihe von 2004–2016 ein höherer Gini vor Steuern und Transfers. Der Gini-Koeffizient des Markteinkommens in Italien lag 2004–2016 zwischen 0,49 und 0,52. Im Gegensatz dazu lag der Gini-Koeffizient des verfügbaren Einkommens in der gleichen Zeitspanne durchgehend zwischen 0,32 und 0,33. Hier ist ein deutlich niedrigerer Gini-Koeffizient nach staatlichen Umverteilungsmaßnahmen festzumachen. Das heißt, staatliche Umverteilung schafft eine signifikante Reduktion der Ungleichheit in Italien.
Vergleicht man den Eurostat Gini-Index (auf Basis des verfügbaren Einkommens) Italiens mit dem seiner Nachbarländer, so ist der Gini-Index Italiens im nationalen Vergleich seiner Nachbarländer stets höher. Darüber hinaus lag der Gini-Index der EU-27 Länder im Zeitraum von 2004 bis 2017 kontinuierlich unter jenem von Italien. Die Einkommensungleichheit in der EU war also durchschnittlich geringer als jene in Italien.

## Geschlechtsspezifische Einkommensungleichheit

### S80/S20 Einkommensquintilverhältnis

Verhältnis des Gesamteinkommens der 20 % der Bevölkerung mit dem höchsten Einkommen zum Gesamteinkommen der 20 % der Bevölkerung mit dem niedrigsten Einkommen in Italien, 1995–2017

Bei der Betrachtung des 80/20 Einkommensquintilverhältnisses (wieder auf Basis des verfügbaren Äquivalenzeinkommens) in den Jahren 1995–2017 zwischen den Geschlechtern ist zu erkennen, dass sich dieses Verhältnis für Männer und Frauen auf einem ähnlichen Niveau befindet und sich die Geschlechterunterschiede über den Zeitverlauf nur geringfügig verschieben. Über diesen Zeitraum liegt das 80/20 Einkommensquintilverhältnis für beide Geschlechter bei Werten zwischen 5 und 6,3. Ein Verhältnis von beispielsweise 5 bedeutet, dass die Top 20 % der Bevölkerung in der Einkommensverteilung rund 5 mal so viel Einkommen besitzen wie der Teil der Bevölkerung mit den niedrigsten 20 % der Einkommen. Über den Zeitverlauf hinweg sinkt das 80/20 Einkommensquintilverhältnis vom Beginn im Jahr 1996 bis 2000 kontinuierlich, bis es im Jahr 2000 sowohl für Frauen als auch für Männer, mit einem Verhältnis von jeweils 4,8 die geringste Differenz zwischen den Top 20 % und den niedrigsten 20 % der Einkommen erreicht. Nach 2004 befindet sich das 80/20 Einkommensquintilverhältnis auf einem deutlich höheren Niveau, fällt anschließend allerdings wieder bis etwa 2010. Ab 2010 ist schließlich ein positiver Trend in der Entwicklung des 80/20 Einkommensquintilverhältnis festzustellen, der im Jahr 2016 mit Werten über 6 für beide Geschlechter seinen Höhepunkt erreicht.

### Geschlechtsspezifisches Verdienstgefälle

Geschlechtsspezifisches Verdienstgefälle (unbereinigt) in der NACE Kategorie Industrie, Baugewerbe und Dienstleistungen (ohne Öffentliche Verwaltung, Verteidigung und Sozialversicherung) in Italien und EU27, 2007–2017

Die Grafik zum Geschlechtsspezifischen Verdienstgefälle zeigt die Entwicklung des unbereinigten Gender-Wage-Gaps in der NACE2-Tätigkeit Industrie, Baugewerbe und Dienstleistungen (ohne öffentliche Verwaltung, Verteidigung und Sozialversicherung) in Italien im Vergleich zu den EU27 Mitgliedsländern. Der unbereinigte Gender-Wage-Gap repräsentiert den Unterschied zwischen dem durchschnittlichen Bruttolohn von Männern und Frauen als Anteil am durchschnittlichen Bruttolohn der Männer. Im Geschlechtsspezifischen Verdienstgefälle ist über den gesamten Zeitverlauf von 2007–2017 eine deutliche Differenz zwischen dem durchschnittlichen Wert für die EU27 Mitgliedsländer und Italien zu erkennen. Während Frauen im Sektor Industrie, Baugewerbe und Dienstleistungen in Italien zwischen 5 % und 7 % weniger als Männer verdienen, liegt dieser Wert im EU-27 Durchschnitt über den gesamten Beobachtungszeitraum hinweg deutlich höher bei ca. 17 %. Eine geringfügige Ausdehnung des unbereinigten Gender-Wage-Gaps in diesem Sektor tritt sowohl im EU-27 Durchschnitt als auch in Italien nur zwischen 2011 und 2015 auf. In Italien steigt das Gefälle von etwa 6 % in 2011 auf 7 % in 2007, bis der Wert 2015 abermals den Ausgangswert von 2011 annimmt. Bis 2017 stabilisiert sich Geschlechtsspezifischen Verdienstgefälle in Industrie, Baugewerbe und Dienstleistungen in Italien bei ca. 5 %. Im Durchschnitt stieg der Wert für alle EU-27 Länder ebenso 2011 um etwa einen Prozentpunkt, stabilisierte sich allerdings bereits wieder im Folgejahr und nahm bis 2017 geringfügig stetig ab. 2017 erreichte das geschlechtsspezifische Verdienstgefälle in Industrie, Baugewerbe und Dienstleistungen im EU27 Durchschnitt den geringsten Wert von 16 % und lag damit 9 Prozentpunkte über dem Wert Italiens. Im Vergleich zum EU-27 Durchschnitt verdienen Frauen in Italien relativ zu Männern mehr.

## Regionale Einkommensungleichheit

Verfügbares Haushaltseinkommen nach NUTS 2 Regionen in Italien, 2017

Ungleichheit in Italien hat eine maßgeblich räumliche Komponente. Dem industriellen Norden steht der unterentwickelte Süden, der Mezzogiorno, gegenüber. Mittelitalien, oft als eigene Region geführt (nicht zu verwechseln mit den Regionen im Sinne der Gebietskörperschaften), wird oft auch dem italienischen Norden zugerechnet, sind seine Struktur und seine Daten dem Norden ähnlicher als dem Süden. Diese Ungleichheit zwischen den Regionen lässt sich in Italien sowohl im kulturellen und gesellschaftlichen Bereich, aber auch auf im Bezug auf ökonomische Aspekte feststellen.

### Verfügbares Haushaltseinkommen
Auch bei der Betrachtung des regionalen, verfügbaren Einkommens der privaten Haushalte in Italien in 2017 ist diese ökonomische Dreiteilung deutlich erkennbar. In den südlicheren Regionen Italiens liegt das verfügbare Einkommen 2017 je Einwohner zwischen 12.100 (Kalabrien) und 13.700 (Molise) Euro. Am geringsten fällt das Einkommen dabei in Kalabrien und Kampanien mit jeweils 12.100 und 12.300 Euro aus. Etwas mehr Einkommen, nämlich zwischen 14.300 (Sardinien) und 17.800 (Latium) Euro, haben die Einwohner der mittelitalienischen Regionen zur Verfügung. Mit durchschnittlich 17.500 Euro befinden sich hier die Regionen Umbrien, Marken und Lazio am oberen Ende der Verteilung in Mittelitalien. Innerhalb der norditalienischen Regionen ist kein großer Einkommensunterschied zu verzeichnen. Das verfügbare Haushaltseinkommen beträgt hier ca. 19.000 Euro. Nur die Autonome Provinz Bozen – Südtirol, als nördlichste italienische Provinz, fällt mit einem verfügbaren Einkommen von 23.000 Euro in eine noch höhere Einkommenskategorie.
Italien verfügt über ein progressives Steuersystem. Da der in den Daten verwendete Einkommensbegriff der verfügbaren Einkommen bereits verfügbare Nettoeinkommensdaten beinhaltet, kamen in der vorliegenden regionalen Einkommensverteilung von 2017 bereits alle umverteilenden Effekte einer progressiver Einkommensteuer sowie eines sozialen Transfersystems zur Anwendung. Ein Blick auf die zeitliche Entwicklung zeigt des Weiteren, dass die Differenz zwischen den Einkommen der südlichen Provinzen wie Kalabrien und nördlichen Regionen wie der Lombardei nicht im Begriff ist zu schrumpfen. Der Norden ist dem Mezzogiorno ökonomisch also nach wie vor voraus, Tendenz zumindest nicht sinkend. Über die Einkommensverteilung innerhalb der einzelnen Regionen, kann daraus allerdings keine Aussage abgeleitet werden, da die zur Berechnung von Verteilungskennzahlen innerhalb der Regionen notwendigen Mikrodaten nicht veröffentlicht werden und auch keine Gini-Koeffizienten über die einzelnen Regionen verfügbar sind.

### Armut und soziale Ausgrenzung

Anteil der von Armut und sozialer Ausgrenzung bedrohten Bevölkerung in Italien, 2017

Basierend auf der Definition von Eurostat zählt eine Person als von Armut und sozialer Ausgrenzung bedroht, wenn sie armutsgefährdet ist oder unter materieller Deprivation leidet oder in Haushalten mit sehr niedriger Erwerbstätigkeit lebt. Als armutsgefährdet gilt eine Person mit einem Äquivalenzeinkommen unterhalb 60 % des nationalen Medianäquivalenzeinkommens. Materielle Deprivation umfasst zum einen die wirtschaftliche Belastung und zum anderen den Mangel an langlebigen Gebrauchsgütern und ist definiert als die unfreiwillige Unfähigkeit, sich bestimmte Güter des täglichen Lebens leisten zu können. Allgemein ist der Anteil der von Armut bedrohten Bevölkerung in Italien 2017 bei Werten zwischen 8,5 % (autonome Provinz Bozen) und 52 % (Sizilien) angesiedelt. In anderen Worten, während in der Provinz Bozen 2017 nicht einmal jede zehnte Person von Armut und sozialer Ausgrenzung betroffen ist, ist es in Sizilien jede zweite. Diese Verteilung deutet bereits darauf hin, dass auch bei der Armut die geographische Lage eine bedeutende Rolle einnimmt. Dabei ist ein ähnliches Muster wie beim verfügbaren Haushaltseinkommen zu erkennen. Armut und sozialer Ausgrenzung sind 2017 verstärkt Personen in den südlichen Regionen, und hier vor allem in den westlichen Teilen des Südens Kalabrien, Sizilien und Kampanien, ausgesetzt. Je weiter nördlich sich die Region in Italien befindet, umso geringer ist die Wahrscheinlichkeit für ihre Bevölkerung von Armut und sozialer Ausgrenzung betroffen zu sein. Als kleiner Unterschied zu der räumlichen Verteilung von Einkommen, ist beim Anteil der Armut zu erkennen, dass sich auch die nordöstlichen Regionen Italiens von den nordwestlichen Regionen abheben und im Nordosten der Anteil der von Armut und sozialer Ausgrenzung bedrohten Personen um weitere 10 Prozentpunkte geringer ausfällt, als im Nordwesten Italiens. Es gibt damit zwischen Mittelitalien und den nordwestlich gelegenen Regionen Italiens kaum Unterschiede in der Wahrscheinlichkeit von Armut betroffen zu sein.
| Armutsgefährdungsrate nach Regionen in % |            |           |        |       |        |
|                                          | Norden     | Norden    | Norden | Süden | Süden  |
| Jahr                                     | Nordwesten | Nordosten | Mitte  | Süden | Inseln |
| 2007                                     | 11,6       | 9,6       | 13,2   | 32,9  | 36,9   |
| 2008                                     | 11,2       | 9,6       | 12,7   | 32,7  | 34,6   |
| 2009                                     | 10,4       | 9,7       | 12,9   | 31,5  | 34,3   |
| 2010                                     | 11,4       | 9,7       | 13,8   | 31    | 33,6   |
| 2011                                     | 10,8       | 9,9       | 14,8   | 32,9  | 39,3   |
| 2012                                     | 10,7       | 10,6      | 15,5   | 32    | 36,4   |
| 2013                                     | 9,9        | 10,4      | 15,2   | 32,6  | 36,1   |
| 2014                                     | 11,1       | 10,4      | 15,4   | 31,6  | 36,6   |
| 2015                                     | 11,8       | 9,9       | 16,1   | 32    | 38,2   |
| 2016                                     | 13,7       | 10,5      | 16,8   | 31,8  | 38     |
| 2017                                     | 13,7       | 10,2      | 16,6   | 30,6  | 38,4   |

Ein Blick auf die Armutsquote in den Jahren vor 2017 ab 2007 zeigt außerdem, dass die Armutsquote über das letzte Jahrzehnt einigermaßen konstant geblieben ist, zwischen 2007 und 2017 allerdings einen leichten Anstieg verzeichnet und die räumliche Ungleichheit sogar etwas zunimmt. Auch diese Zahlen zeigen keinen Trend in Richtung besserer wirtschaftlicher Situation des Landes und auch nicht in Richtung Angleichung der beiden großen Regionen.
Zusammenfassend lässt sich über die regionale Einkommensverteilung Italiens sagen, je südlicher die Region, desto niedriger die Einkommen und umso höher der Anteil der von Armut und sozialer Ausgrenzung bedrohten Personen.

### Ungleichheit in Metropolregionen
| Ungleichheit in Metropolregionen 2016 |                    |            |      |                       |
| Stadt                                 | Bevölkerungsanteil | Einkommen  | Gini | Armutsgefährdungsrate |
| Florenz                               | 1,3 %              | 30.553 USD | 0,3  | 10 %                  |
| Palermo                               | 1,7 %              | 16.870 USD | 0,3  | 10 %                  |
| Padua                                 | 0,9 %              | 29.795 USD | 0,3  | 10 %                  |
| Turin                                 | 2,9 %              | 29.477 USD | 0,3  | 10 %                  |
| Mailand                               | 8,4 %              | 32.218 USD | 0,3  | 10 %                  |
| Bologna                               | 1,2 %              | 35.186 USD | 0,3  | 10 %                  |
| Genua                                 | 1,2 %              | 29.132 USD | 0,3  | 10 %                  |
| Neapel                                | 5,6 %              | 17.847 USD | 0,3  | 10 %                  |
| Rom                                   | 7,3 %              | 27.126 USD | 0,3  | 10 %                  |
| Catania                               | 1,1 %              | 17.410 USD | 0,3  | 10 %                  |
| Bari                                  | 1,2 %              | 23.165 USD | 0,3  | 10 %                  |
| Venedig                               | 0,9 %              | 28.133 USD | 0,3  | 10 %                  |
| Verona                                | 0,9 %              | 29.055 USD | 0,3  | 10 %                  |

Neben der Betrachtung von Einkommensungleichheit auf allgemein regionaler Ebene, besteht in diesem Kontext auch die Möglichkeit die großen Städte und Metropolregionen in Italien miteinander zu vergleichen. Die Tabelle Ungleichheit in Metropolregionen zeigt dabei die Ungleichheit zwischen und innerhalb der großen italienischen Städten mittels unterschiedlicher Kennzahlen basierend auf OECD Daten. Das Einkommen wird repräsentiert als verfügbares Haushaltseinkommen pro Kopf in USD zu konstanten Preisen und der Gini-Koeffizient sowie die Armutsgefährdungsrate wurden basierend auf dem verfügbaren Einkommen nach Steuern und Transfers berechnet. Aufgrund von Datenlücken konnten diese Kennzahlen nicht für alle großen Städte in Italien angegeben werden.
In den Metropolen Italiens beträgt das verfügbare Haushaltseinkommen zwischen 16.900 USD in Palermo in der Region Sizilien und 35.100 USD in Bologna in der Region Emilia-Romagna. Auffällig ist, dass sich die zweite sizilianische Metropole Catania mit 17.400 USD und Neapel mit 17.800 USD in Kampanien vor Palermo als weitere Schlusslichter in der Einkommensverteilung einordnet. Diese drei Städte in den südlichen Regionen Italiens liegen damit in der Einkommensverteilung weit abgeschlagen nach allen anderen Metropolen, die mit Ausnahme von Bari (Region Apulien) allesamt auf ein Pro-Kopf-Einkommen von mindestens 27.100 USD kommen. Zumindest zwischen dem Süden und den restlichen Regionen Italiens lässt sich somit auch auf Basis der Metropolregionen ein deutliches Einkommensgefälle nachweisen.
Obwohl die Städte in Süditalien in Bezug auf das Einkommen einen deutlichen Nachteil gegenüber den Städten der restlichen Regionen aufweisen, befindet sich ihr Einkommensniveau deutlich über den Durchschnittswerten der süditalienischen Regionen. Zwar können die angeführten Einkommenswerte aufgrund unterschiedlicher Währungen nicht eins zu eins mit dem verfügbaren Haushaltseinkommen nach NUTS 2 Regionen verglichen werden, dennoch zeigen sich nach einer Umrechnung von USD in Euro Differenzen von mehreren Tausend Euro. Auch in den nördlichen Städten ist ein eindeutiges Stadt-Land Gefälle festzustellen, denn in den großen Städten liegt auch hier das Einkommensniveau über den Durchschnittswerten für die Regionen.
Dass die Einkommen innerhalb der Städte nicht gleich verteilt sind, widerspiegelt der in der Tabelle angeführte Gini-Koeffizient. Auffällig ist der konstante Gini-Koeffizient von 0,3 und die konstante Armutsgefährdungsrate von 10 % zwischen den Metropolen. Diese Werte bedeuten, dass innerhalb aller angeführten Städte die Ungleichheit in den Einkommen gleich groß ist und ein gleicher Anteil der Bevölkerung von Armut bedroht ist. Um diesbezüglich eine genauere Aussage treffen zu können, wäre die Verfügbarkeit einer detaillierteren Skala für den Gini-Koeffizient sowie Armutsgefährdungsrate vonnöten. Vergleicht man die Armutsgefährdungsquote für die Metropolen mit derselben Kennzahl auf Basis der Regionen ist eine deutlich geringere Armutsgefährdungsquote in den Städten als in den Regionen allgemein zu beobachten. Das heißt, in den Städten kann nicht nur im Durchschnitt pro Kopf mehr Einkommen erwirtschaftet werden, es ist auch weniger wahrscheinlich von Armut gefährdet zu sein.

### Ursachen und Hintergründe
“La Questione Meridionale”, also die Frage wie mit der schwierigen Situation im Süden umzugehen sei, kam bereits im späten 19. Jahrhundert auf. Sie bezieht sich auf ökonomische, gesellschaftliche und kulturelle Aspekte. Der Mezzogiorno, also der Süden, konnte ökonomisch nicht zum italienischen Norden aufschließen. Die Ursachen dafür sind ökonomischen, kulturellen und auch gesellschaftlichen Ursprungs. Im 19. Jahrhundert zeigte die italienische Führungsriege geringes Interesse, sich mit dem Süden auseinanderzusetzen. War nach dem Marshall-Plan eine Lösung der Questione Meridionale zum Greifen nahe, trafen das Aufkommen der Mafia und radikale Schuldenabbaupolitik den Mezzogiorno hart. Auch die periphere geographische Lage stellt eine gewisse Herausforderung für eine funktionierende Industrie in Süditalien dar, benötigen selbst Exporte innerhalb der EU deutlich längere Transportwege. Dementsprechend ist der Grad der Industrialisierung in Norditalien viel höher als im Mezzogiorno. In der norditalienischen Provinz Emilia-Romagna arbeiten etwa 14 % der Beschäftigten im Produktionssektor, wohingegen dieser Wert für Sizilien und Kalabrien nur bei etwa 3 % liegt. Das Exportvolumen des Mezzogiorno beträgt nur 40 % des Exportvolumens der Region Piemont. Ausgaben von Firmen für Forschung und Innovation liegen in Norditalien bei etwa 0,8 %, es sind hingegen nur 0,3 % in Süditalien. Nicht außer Acht gelassen werden darf die Problematik der organisierten Kriminalität, die sehr spezifisch für Süditalien ist. Unter Ausnutzung mafiöser Strukturen, werden regionale Monopole geschaffen, um Konkurrenten in "ihrem" Markt zu verhindern.